# Schempp-Hirth Janus
Pour les articles homonymes, voir Janus.
Le Schempp-Hirth Janus est un planeur biplace de haute performance construit par Schempp-Hirth GmbH.

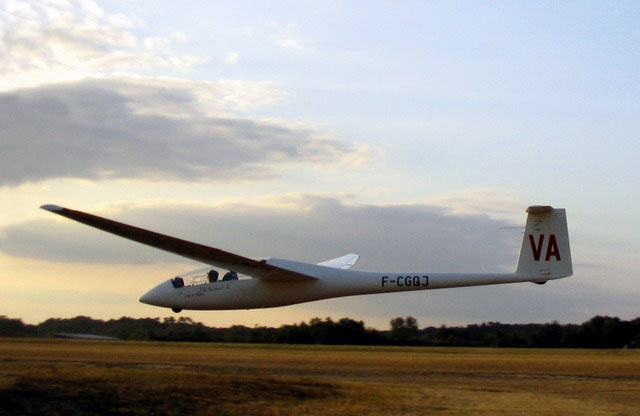
Janus C en arrivée à grande vitesse après un circuit en compétition

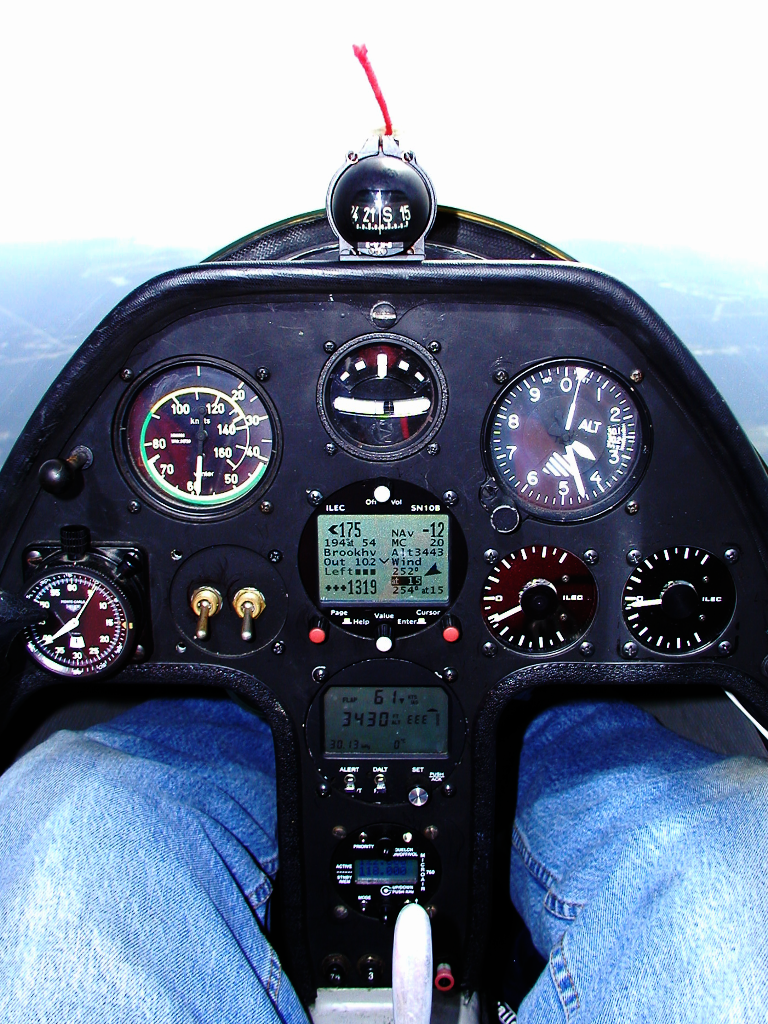
Tableau de bord avant

## Histoire
Dessiné par l'ingénieur Klaus Holighaus, le planeur vola pour la première fois en mai 1974. Les exemplaires de production ont intégré plusieurs améliorations en janvier 1975. Les premiers exemplaires sont connus sous le nom de Janus A.
Le Janus a un fuselage monocoque en fibre de verre semblable à celui du Nimbus-2 mais l'habitacle a été rallongé pour permettre d'avoir deux pilotes en tandem avec des commandes doublées sous une verrière monobloc.
Le train d'atterrissage est composé d'une roue principale munie d'un frein à tambour et d'une petite roue avant. L'aile est en 2 parties, en position médiane avec un dièdre de 2°. Elle est équipée de volets de courbure débattant de +12° à −7° (et disposant de 5 crans). La profondeur est monobloc.
Une quarantaine d'exemplaires du Janus A ont été produits.
Le Janus B a été produit jusqu'en 1978, il diffère du A par une profondeur à volet, au lieu d'une profondeur monobloc, ainsi que par une commande de volets légèrement différentes (le cran à +4° disparait). Cette version a connu un grand succès, le planeur devenant une référence pour l'école du vol sur la campagne.
La dernière génération des Janus, dite Janus C, est caractérisée par un nouveau dessin des ailes. Les ailes et la profondeur du Janus C sont construites en fibre de carbone, son envergure est portée à 20 m et sa performance est nettement meilleure que celle du Janus B.
Le Janus CM est une version motorisée utilisant un moteur Rotax monté sur un pylône derrière l'habitacle et qui se rétracte dans le fuselage. Le prototype a volé la première fois en 1978. 
100 Janus ont été construits depuis le début des années 1980, sans compter les versions motorisées. Il est particulièrement approprié pour l'instruction campagne et la formation aux planeurs équipés de volets courbure.
Une version Française du Janus a été développé, le SCAP-Lanaverre SL-2 par la SCAP (Société de Commercialisation Aéronautique du Plessis SARL) et Lanaverre, il effectua son premier vol en 1977. Les différences principales avec le Janus A sont la disposition de ballast dans les ailes, une profondeur fixe avec un compensateur, et un habitacle plus confortable avec emplacements pour les parachutes.

## Données techniques

### Planeur pur
| Type                    | Janus A           | Janus B           | Janus C           |             |             |
| Catégorie               | Classe open       | Classe open       | Classe open       | Classe open | Classe open |
| Nombre de places        | 2                 | 2                 | 2                 |             |             |
| Dimension               |                   |                   |                   |             |             |
| Longueur                | 8,62 m            | 8,62 m            | 8,62 m            |             |             |
| Hauteur                 | 1,5 m             | 1,5 m             | 1,5 m             |             |             |
| Largeur du cockpit      | 0,71 m            | 0,71 m            | 0,71 m            |             |             |
| Hauteur du cockpit      | 1,02 m            | 1,02 m            | 1,02 m            |             |             |
| Envergure               | 18,2 m            | 18,2 m            | 20,0 m            |             |             |
| Surface alaire          | 16,6 m2           | 16,6 m2           | 17,3 m2           |             |             |
| Allongement             | 20,0              | 20,0              | 23,1              |             |             |
| Profil d'aile           | FX 67-K-170 / 150 | FX 67-K-170 / 150 | FX 67-K-170 / 150 |             |             |
| Masses et charge        |                   |                   |                   |             |             |
| Masse à vide            | 370 kg            | 370 kg            | 365 kg            |             |             |
| Ballast                 |                   | 120 kg            | 240 kg            |             |             |
| Masse maximale          | 620 kg            | 620 kg            | 700 kg            |             |             |
| Charge alaire minimale  | 27 kg/m2          | 27 kg/m2          | 31 kg/m2          |             |             |
| Charge alaire maximale  | 37,3 kg/m2        | 37,3 kg/m2        | 39 kg/m2          |             |             |
| Caractéristiques de vol |                   |                   |                   |             |             |
| Vitesse maximale (VNE)  | 220 km/h          | 220 km/h          | 250 km/h          |             |             |
| Vitesse en air agité    | 220 km/h          | 170 km/h          | 180 km/h          |             |             |
| Taux de chute minimale  |                   | 0,7 m/s           | 0,6 m/s           |             |             |
| Finesse maximale        | 39,5              | 39,5              | 43 à 110 km/h     |             |             |

### Données techniques de la version motorisée
| Version          | Janus CM    | Janus CT  |
| Masse à vide     | 417 kg      |           |
| Modèle de moteur | Rotax 535 C | Solo 2350 |
| Puissance        | 45 kW       | 15 kW     |

## Source
- Site de la société de construction Schempp-Hirth ((en) et (de), voir aussi version française sous Schempp-Hirth)
- Sailplane Directory